# Teucholabis (Euparatropesa) jactans
Teucholabis (Euparatropesa) jactans is een tweevleugelige uit de familie steltmuggen (Limoniidae). De soort komt voor in het Neotropisch gebied.